# Cosmarium eriense
Cosmarium eriense là một loài Song tinh tảo trong họ Desmidiaceae, thuộc chi Cosmarium.